# 繆學理
繆學理（Wesley A. Milne，1923年8月7日—2016年7月8日），加拿大卑詩省人，中國內地會宣教士，曾在中國大陸、香港及台灣宣教及53年。成立「繆家」收留出外就讀及行為偏差的少年。人稱「繆叔叔」、「Uncle繆」。

## 生平
十七歲重生得救，是家中第一位基督徒。母親因為兒子行為改變從而接受耶穌，是繆學理第一位帶得救的人。
年少時曾經想做畫家、電影明星。美術學校讀了一年書，再工作兩年之後碰到第二次世界大戰，被徵召加入空軍成為重轟炸機領航員。空軍部隊受訓期間，因為聽到從非洲返國宣教士的介紹及呼召，願意成為宣教士。退伍返鄉途中，在火車上讀到《戴德生傳》，興起到中國宣教的心志。退伍後就讀聖經學校，後加入內地會宣教團契，於1948年抵上海展開宣教工作。
三十一歲踏上台灣土地，展開長達四十七年的宣教工作，關懷服事軍人、學生、勞工、街童和邊緣青少年。繆學理愛貓，被收容的人稱住家為「繆家」、或「妙家」。妙與貓叫諧音，人稱繆學理為「貓王」。
終身未結婚，將生命奉獻在傳道及關懷服事別人身上。他說：「如果他結婚了，他們就不可能亂開他的冰箱吃東西，也不能在他床上亂跳。」
有許多傳道人及基督徒受繆學理感召接受基督信仰，從事宣教、街道遊民、監獄、偏差行為少年的服事工作者，包括中央研究院院士伍焜玉，張健昌醫師、吳得力牧師、魏世德牧師，劉志雄長老。
有三本書《他是我們的叔叔─ Uncle繆》、《高雄貓王──繆學理傳奇》、《繆叔叔的故事》記述繆學理的為人及事工。

## 事工
- 1948年從加拿大接受內地會派遣到上海，帶領孤兒們查經，領導成人禮拜。
- 1951年被迫離開中國，來到香港後去了吊頸嶺（現改名調景嶺），生活非常艱苦工作一年後健康受損，導致差會不讓他去泰北要他轉往台灣。
- 1954年1月搭船由香港到了基隆。
- 1955年開始南部地區的學生工作，起初在高雄中學擔任英文會話老師，家裡也設立英語福音班吸引學生。
- 1957年北、中、南各內地會宣教士，在艾得理牧師鼓勵之下和校園團契第一位傳道同工查大衛，開始學生團契工作，成為第一批義務同工。
- 1965年加入「校園團契」，第二年調到高雄。
- 1970年代，台灣成立加工出口區，內地會開始工人的福音工作，派他小港重工業區。中船團契有兩位年輕人住繆家，白天在中船上班晚上讀夜校。陸續一些外地來的初中生、高中生也相繼住進繆家。
- 1985年搬到台北收容了兩個行為偏差的幫派少年，陸續又收容更多行為偏差的少年，因為管教少年偏差行為，甚至遭遇少年持刀行兇報復，少年人後來下不了手說：「Uncle，如果不是因為我知道你愛我，我就會把你殺了！」。後來又搬到五股。
- 1991年退休回加拿大維多利亞，後來又搬到艾伯大（Alberta）照顧台灣去的十三歲少年。
- 1994年又回到台灣，投入更生團契的「信望愛學園」工作。
- 2001年6月11日從高雄搭機二度退休回加拿大維多利亞，住進老人院。